# 酷洛米
酷洛米，港譯可羅米，是三丽鸥一隻戴著黑色惡魔頭巾（酷洛米的頭巾有時是紫色）兔子造型的女性卡通形象，酷洛米的頭巾有個粉色骷髏，頭巾上的骷髏會隨酷洛米的心情變換表情，酷洛米的尾巴亦是惡魔形狀，在2005年10月31日誕生，前任設計師是小林久美子，也是美樂蒂現任設計師，現任設計師是Rimo，在日本電視動畫《奇幻魔法Melody》（日语：おねがいマイメロディ）系列初次出場。在動畫《奇幻魔法美樂蒂》酷洛米原是美樂蒂的好友兼同學，但美樂蒂時常傷害到她，故反目成仇視美樂蒂為敵人，酷洛米筆記（港譯可羅米筆記）全部都是記載著自己被美樂蒂傷害到的事，2020年在動畫《凱蒂貓和她的朋友們》（英語：Hello Kitty and Friends Supercute Adventures）出鏡，在《凱蒂貓和她的朋友們》她和美樂蒂恢復以前的好友關係，且與大耳狗、布丁狗、凱蒂貓、帕恰狗、大眼蛙、酷企鵝、巧克貓（Chococat）等多個三麗鷗角色是朋友，此動畫由巴西動畫工作室Split Studio製作，2023年推出動畫《Kuromi's pretty journey》，在動畫中酷洛米為了和失聯已久的姐姐見面帶上巴庫一同踏上「尋姐之旅」。2025年與美樂蒂共演的定格動畫《美樂蒂 & 酷洛米》將在Netflix上架。
酷洛米在馬里蘭樂園因思想偏激、經常被美樂蒂捉弄、令父母擔心、採摘皇宮花園的花草、騎著三輪單車在街上亂駛，和偷去皇宮一大批麵包這幾項罪名而被判入反省室（即監獄），只是後來逃獄到人間去，所以她是馬里蘭樂園的通緝犯，行為舉止雖然粗魯，但實際上就像一般女孩那樣，非常喜歡帥氣的男生。喜歡的食物是醃蕗蕎（小蒜！）。
酷洛米有一位跟班兼坐騎名叫巴庫（Baku），是一隻以紫色貘造型和傳說所設計的男性卡通形象，巴庫有一個0歲妹妹叫Bako，是一隻以粉色貘造型和傳說所設計的女性卡通形象。酷洛米在他最沮喪的時候幫他加油打氣，又為了他的十多個挨餓的弟弟而到皇宮偷麵包，即使巴庫經常被酷洛米拳打腳踢，仍然忠心耿耿。巴庫有飛行的技能，所以也同時充當酷洛米的私人座駕，巴庫在《凱蒂貓和她的朋友們》部分集數亦有出鏡，除此之外，酷洛米亦是酷洛米軍團（Kuromi's 5）的首領，軍團成員皆為女性，有四位組員追隨，她們四位分別叫汪米、喵米、空米、啾米，酷洛米還有一個姐姐叫羅米娜（Romina）和青梅竹馬狼女孩Gureco於動畫片《Kuromi's pretty journey》出境，她為了和失聯已久的羅米娜見面帶上巴庫一起踏上「尋姐之旅」
在動畫23集《要是能夠和他跳支舞就好了》用魔法變成人。

## 名稱意義與發音
三麗鷗台灣分公司和三麗鷗中國官網正式中文名稱均為「酷洛米」（Ku-luò-mǐ），港譯則叫可羅米。「クロ（Kuro）」的意思是體色一部或全部為黑色（くろ）。也就是她最喜歡的顏色。
Sanrio Japan和草莓新聞合辦的2010 Sanrio Character Ranking，酷洛米是第5位，2011年是第6位，2022、2023、2024年是第3位。

## 資料
- 名稱: Kuromi（日語：クロミ）（酷洛米）
- 生日: 2005/10/31
- 物種：兔
- 生肖: 雞
- 性別: 女
- 星座：天蠍座
- 出生地：美國東部的馬里蘭森林
- 興趣：寫日記、看愛情小說
- 性格：看起來粗魯，但其實很善良且有著少女心；很在乎朋友；非常喜歡帥哥
- 最喜歡的顏色：黑色
- 最喜歡食物：醃蕗蕎（小蒜！）

## 酷洛米的家人和朋友們
- 爸爸：戴著有綠骷髏的黑頭巾、有著黑色八字鬍的惡魔型兔子
- 媽媽：戴著有橘骷髏的黑頭巾的惡魔型兔子
- 巴庫（Baku）：紫色的貘男孩，酷洛米的跟班兼坐騎，生日2/29
- Bako：粉色的貘女寶寶，巴庫的妹妹
- 汪米（Wanmi）：戴黑頭巾和單眼罩的黃狗女孩，酷洛米軍團（Kuromi's 5）成員，生日11/1
- 喵米（Nyanmi）：戴黑頭巾和墨鏡的紫貓女孩，酷洛米軍團（Kuromi's 5）成員，生日2/22
- 空米（Konmi）：戴黑頭巾和墨鏡的白狐狸女孩，酷洛米軍團（Kuromi's 5）成員，生日8/1
- 啾米（Chumi）：戴黑頭巾和墨鏡的灰鼠女孩，酷洛米軍團（Kuromi's 5）成員，生日11/18
- 羅米娜（Romina）：戴著紫色頭巾、穿著黑色背心、褲子、靴子的兔女孩，酷洛米的姐姐
- Gureco：脖子披著有粉色骷髏的絲巾的灰狼女孩，酷洛米的青梅竹馬
- Guresuke：戴著黑帽子&單眼罩、穿著黑披風的灰狼男孩，Gureco的哥哥
- Collimo：外觀類似蝙蝠、有綠皮膚和黑翅膀的男孩
- Koni：頭上有3根角的粉色外星男寶寶
- 美樂蒂（My Melody）：戴著粉色或紅色頭巾、通常有戴蝴蝶結或白花當頭飾（有時沒戴）的兔女孩，酷洛米的同學兼好友，生日1/18
- 酷企鵝（Badtz Maru）：黃嘴巴黑皮膚的企鵝男孩，生日4/1
- 大耳狗/玉桂狗（Cinnamoroll）：藍眼睛和嘴巴、雙頰有酒窩的白狗男孩，生日3/6
- 布丁狗（Pompompurin）：戴著棕色貝雷帽的黃金獵犬男孩，生日4/16
- 凱蒂貓/吉蒂貓（Hello Kitty）：戴著紅色或粉色蝴蝶結（凱蒂貓有時戴花）的白貓形人類女孩，生日11/1
- 帕恰狗（Pochacco）：黑耳朵白膚色的狗男孩，生日2/29
- 大眼蛙/可洛比（Keroppi）：綠蛙男孩，生日7/10
- 巧克貓（Chococat）：戴著項圈、有著黃耳廓的黑貓男孩，生日5/10

## 酷洛米筆記
2022年起，劇中酷洛米筆記的片段在Youtube及各大短影音平台病毒式傳播，動輒上萬觀看。陸續有劇迷為酷洛米打抱不平，並試圖平反酷洛米的壞人形象；他們以酷洛米筆記的內容討論美樂蒂是否蓄意傷害酷洛米。
| 出現集數 | No.       | 內容 |
| -------- | --------- | --- |
| S1 Ep4   | 128       | 學校打掃時，美樂蒂拖地的地方酷洛米已經拖過了。酷洛米正要走過去跟她講，一不小心絆到水桶整個人都弄濕了。吃學校午餐時，酷洛米刻意把最喜歡的醃大蒜留到最後吃。美樂蒂以為她不吃醃大蒜，就把它一口吃掉了。美樂蒂用草原上的小花做花圈，酷洛米好勝心作祟想用樹上的大花來做，結果砍樹時把自己壓在樹下。美樂蒂做了一個雪人，酷洛米想自己做一個更大的，結果把自己卡在雪堆裡一個晚上。 |
| S1 Ep5   | 666       | 酷洛米第一次做蛋糕想分享給弗蘭多，結果他只想吃美樂蒂做的蛋糕。 |
| S1 Ep7   | 124       | 幼稚園時期去遠足時，美樂蒂偷吃酷洛米便當裡的菜，最後酷洛米只能啃剩下的骨頭。 |
| S1 Ep9   | 1026      | 美樂蒂好心做了一個超大霜淇淋給酷洛米，結果酷洛米吃完拉肚子。 |
| S1 Ep11  | 1538      | 酷洛米在幫大家的湯調味時，酷洛米被美樂蒂撞到並意外撒入過多的調味料。最後酷洛米煮的湯受到大家的嫌棄。 |
| S1 Ep12  | 1356      | 小時候酷洛米與美樂蒂一起進行蟬的自然研究，結果蟬在酷洛米打瞌睡的時候脫殼了，美樂蒂卻沒叫醒她，害她觀察報告寫不出來。 |
| S1 Ep15  | 729       | 小時候跟大家玩捉迷藏，酷洛米聽美樂蒂的建議躲在洗衣籃裡面都沒被找到。最後不但大家都忘記她的存在，還被送到洗衣工廠去跟衣服一起被洗滌。 |
| S1 Ep16  | 1856      | 酷洛米幫美樂蒂修水槍的時候噴得一身濕，原來水槍根本沒壞，是美樂蒂以為摸一下水就該噴出來。 |
| S1 Ep17  | 5891      | 酷洛米的新刷破牛仔褲被美樂蒂用可愛補丁補了起來。 |
| S1 Ep19  | 678       | 酷洛米抱怨美樂蒂在她的咖哩上被加上醬汁、在她的炸雞塊淋上檸檬汁、在她的黑咖啡加糖。 |
| S1 Ep25  | 1790      | 一般而言泡溫泉要數到100就起來；美樂蒂跟酷洛米說泡溫泉要數到1000才能起來，害她泡到頭暈。 |
| S1 Ep26  | 6031      | 酷洛米花了三個小時黏假睫毛，美樂蒂誤以為她臉上黏著髒東西，就把酷洛米好不容易貼上去的假睫毛拔掉了。 |
| S1 Ep31  | 1352      | 有一次吃飯的時候美樂蒂幫酷洛米打額頭上的蚊子，結果不但沒打到，還把酷洛米的烤魚打到地上去了。 |
| S1 Ep34  | 3152      | 酷洛米手作的酷洛米軍團（Kuromi's 5）徽章，被美樂蒂亂畫一通，還被她拿來打尪仔標。 |
| S1 Ep36  | 2016      | 美樂蒂好幾次都用願望的力量拿到點心。 |
| S1 Ep39  | 125       | 酷洛米本來想跟大家炫耀聖誕老公公送的稀有娃娃，沒想到美樂蒂也得到了一個，把她的風采都搶走了。 |
| S1 Ep41  | 2839      | 有一次酷洛米臥病在床，美樂蒂來探病時送的花上有螳螂卵(台版誤譯作蚱蜢卵)，導致家裡冒出兩百隻小螳螂。 |
| S1 Ep42  | 001       | 酷洛米和美樂蒂都剛買一本新筆記本，酷洛米在第一頁就寫她要和美樂蒂做一輩子的朋友。這時彼安諾打了一個噴嚏，美樂蒂撕下筆記本第一頁給她擤鼻涕，後來才發現那其實是酷洛米的新筆記本。這也成為酷洛米筆記第一個紀錄的事項。 |
| S1 Ep46  | 1377      | 有一次酷洛米和美樂蒂一起去撿栗子，結果美樂蒂不小心把一籃子的帶皮栗子砸在酷洛米身上，害她全身刺傷。 至第一季末，酷洛米筆記有6985條筆記。 |
| S2 Ep6   | 1124      | 酷洛米在學校話劇演龍宮公主，結果跑龍套的美樂蒂人氣更高。 |
| S2 Ep9   | 752       | 班級遠足時酷洛米上車前去找美樂蒂，但美樂蒂已經在車上了。酷洛米就這樣被留在山上。 |
| S2 Ep10  | 1963      | 在比五人制足球時，最後一分鐘酷洛米隊落後一分。酷洛米試圖射門以追平比分，突然守球門的美樂蒂大叫一聲使她失誤。結果美樂蒂只是為了跟地上的螞蟻說，球賽進行中要小心不要被踩到。 |
| S2 Ep13  | 0977      | 酷洛米以為美樂蒂因食物中毒住院，折了千紙鶴為她祈福。結果美樂蒂在她摺好前就出院了，而且並不是食物中毒，而是被牡蠣打到(「牡蠣にあたる」，意指貝類引起的食物中毒)。 |
| S2 Ep16  | 1112      | 美樂蒂有一次不小心跌倒，里昂前輩上前關心她。酷洛米也想被里昂前輩關心，所以假裝摔倒，結果被小熊踩到。 |
| S2 Ep16  | 1134      | 有一次大家在海邊玩水，美樂蒂不小心溺水，是里昂前輩對她做口對口人工呼吸。酷洛米也想被里昂前輩親，走到海裡要假裝溺水時，突然出現一隻鯊魚追著她。 |
| S2 Ep22  | 363       | 美樂蒂在幫酷洛米貼OK蹦的時候一直貼不好，弄得酷洛米痛得要命。 |
| S2 Ep38  | 666       | 學校演小紅帽話劇的時候，酷洛米抽籤成為主角小紅帽。但美樂蒂一句「你可以當小黑帽欸」，使她被換角。最後由美樂蒂出演小紅帽。 |
| S2 Ep41  | 666       | 以前運動會上美樂蒂和酷洛米比趣味競賽，美樂蒂打噴嚏到酷洛米要咬的麵包上，導致她無法完成比賽。 |
| S2 Ep49  | 9997-9999 | 這集的一連串事件紀載在No.9997-No.9999。 |
| S2 Ep51  | 10000     | 打敗黑暗精靈之後，美樂蒂跑去抱學長。 |
| S2 Ep52  | 10001     | 慶功宴酷洛米被美樂蒂吐出的牛奶噴到，變成希洛(白，しろ)米。 |

## 歷年三麗鷗角色大賞名次
2024年三麗鷗角色大賞：酷洛米排行第3名。
2023年三麗鷗角色大賞：酷洛米排行第3名。
2022年三麗鷗角色大賞：酷洛米排行第3名。(草莓新聞排行第5名。)
2021年三麗鷗角色大賞：酷洛米排行第5名。(草莓新聞排行第9名。)
2020年三麗鷗角色大賞：酷洛米排行第7名。(草莓新聞排行第5名。)
2019年三麗鷗角色大賞：酷洛米排行第7名。(草莓新聞排行第15名。)
2018年三麗鷗角色大賞：酷洛米排行第10名。(草莓新聞排行第5名。)
2017年三麗鷗角色大賞：酷洛米排行第11名。(草莓新聞排行第8名。)

## 參看
- Hello Kitty
- 美乐蒂
- 三丽鸥
- 布丁狗
- 酷企鹅
- 帕恰狗
- 大耳狗

## 外部網站
- クロミプロフィール （页面存档备份，存于） - サンリオ
  - クロミ - サンリオ（2007年11月4日時点のアーカイブキャッシュ）
- クロミ （页面存档备份，存于） - サンリオピューロランド
- . kotobank （日语）.